# 케네스 J. 워렌
케네스 J. 워렌(Kenneth J. Warren, 1929년 9월 25일 ~ 1973년 8월 27일)은 오스트레일리아의 배우이다.
패러매타에서 태어났으며 에핑엄에서 사망하였다.

## 영화
- 스파이 레이스 (1974년)
- 악마의 비밀 (1973년) - 레니 역
- 더 리볼루셔너리 (1970년)
- 마지막 군주 레오 (1970년)
- 25시 (1967년)
- 더블 맨 (1967년)
- 해적 선장과 소녀 (1965년)
- 더 스몰 월드 오브 새미 리 (1963년)
- 세인트(영어판) (1962년)
- 서프라이즈 패키지 (1960년)
- 서커스 오브 호러 (1960년)
- 두 개의 얼굴 (1958년)
- 롱 존 실버 (1954년)